# Izvor, Vidin
Izvor (în bulgară Извор) este un sat în comuna Dimovo, regiunea Vidin,  Bulgaria. 

## Demografie
Componența etnică a satului Izvor
     Bulgari (67,66%)
     Romi (9,77%)
     Nicio identificare (22,55%)
     Turci (0%)
La recensământul din 2011, populația satului Izvor era de 266 locuitori. Din punct de vedere etnic, majoritatea locuitorilor (67,66%) erau bulgari, cu o minoritate de romi (9,77%). Pentru 22,55% din locuitori nu este cunoscută apartenența etnică.